# Hanse Sail
Hanse Sail är en årlig maritim festival i Rostock, Tyskland. Den arrangeras sedan 1991.

## Bilder

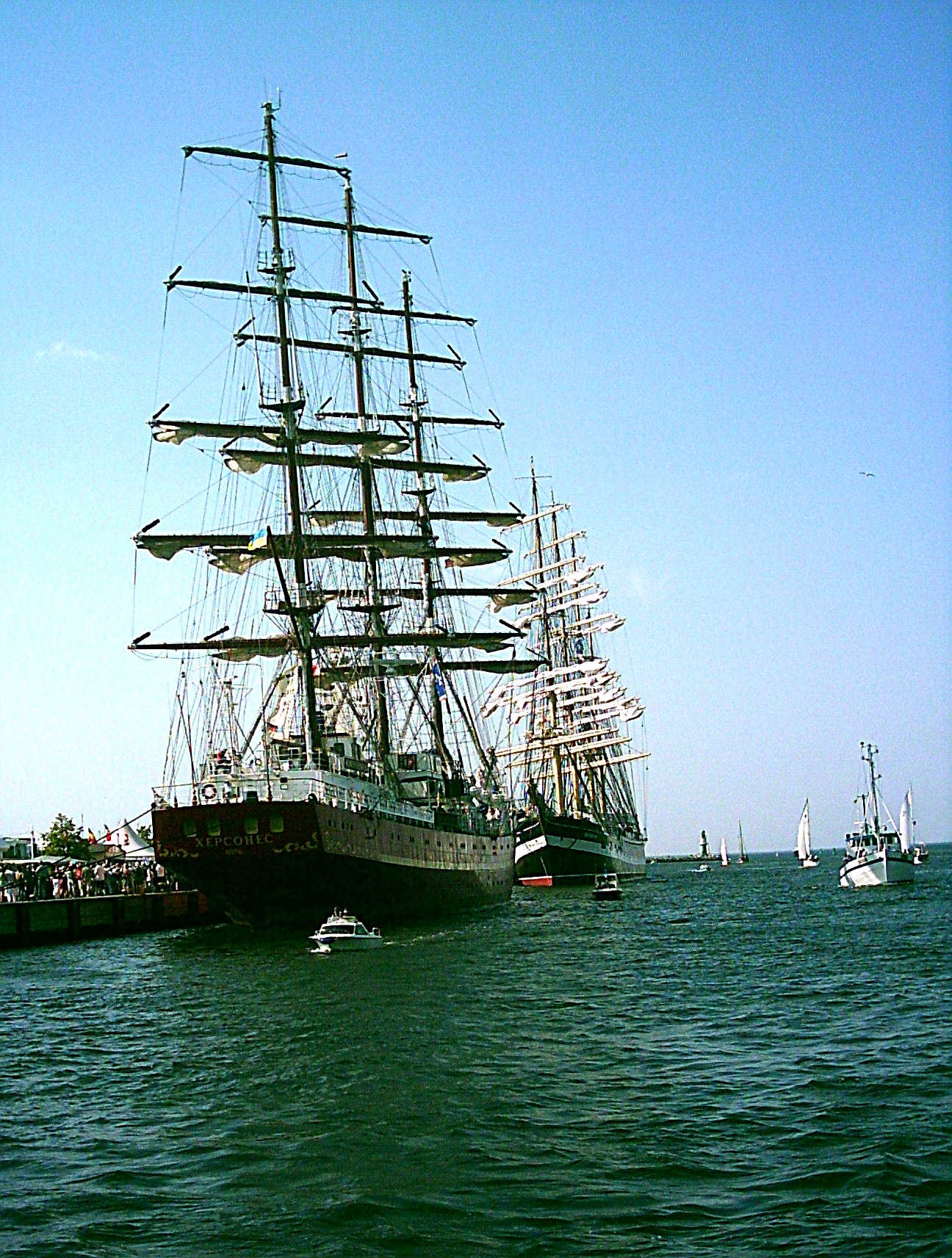
Hanse Sail 2004
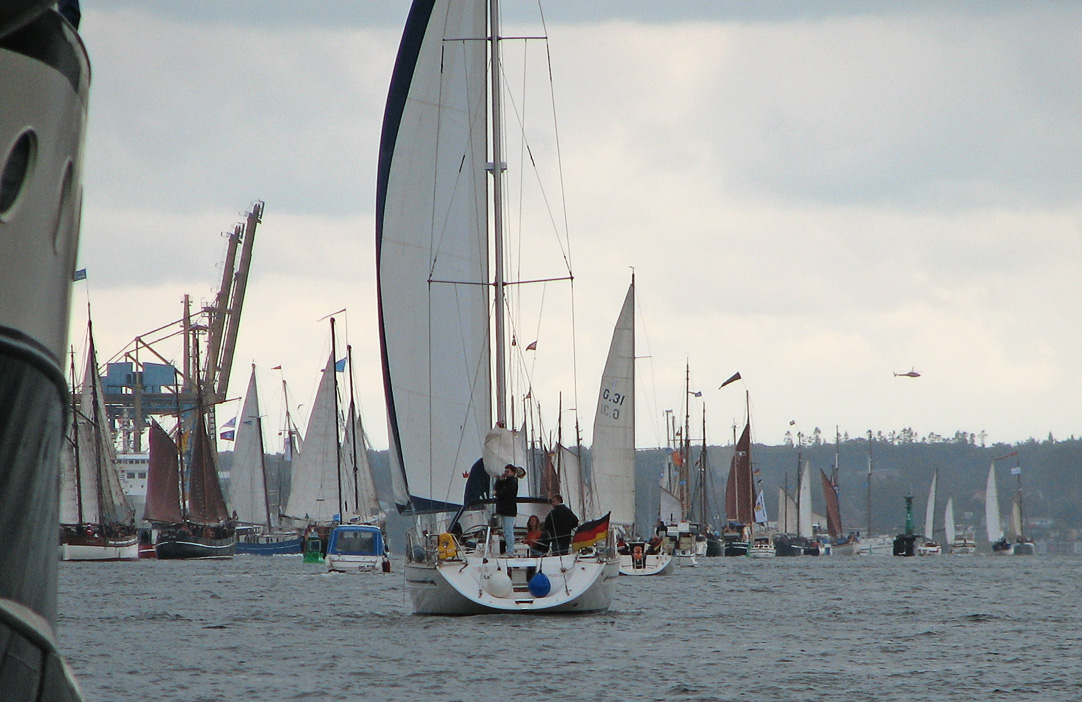
Hanse Sail 2005
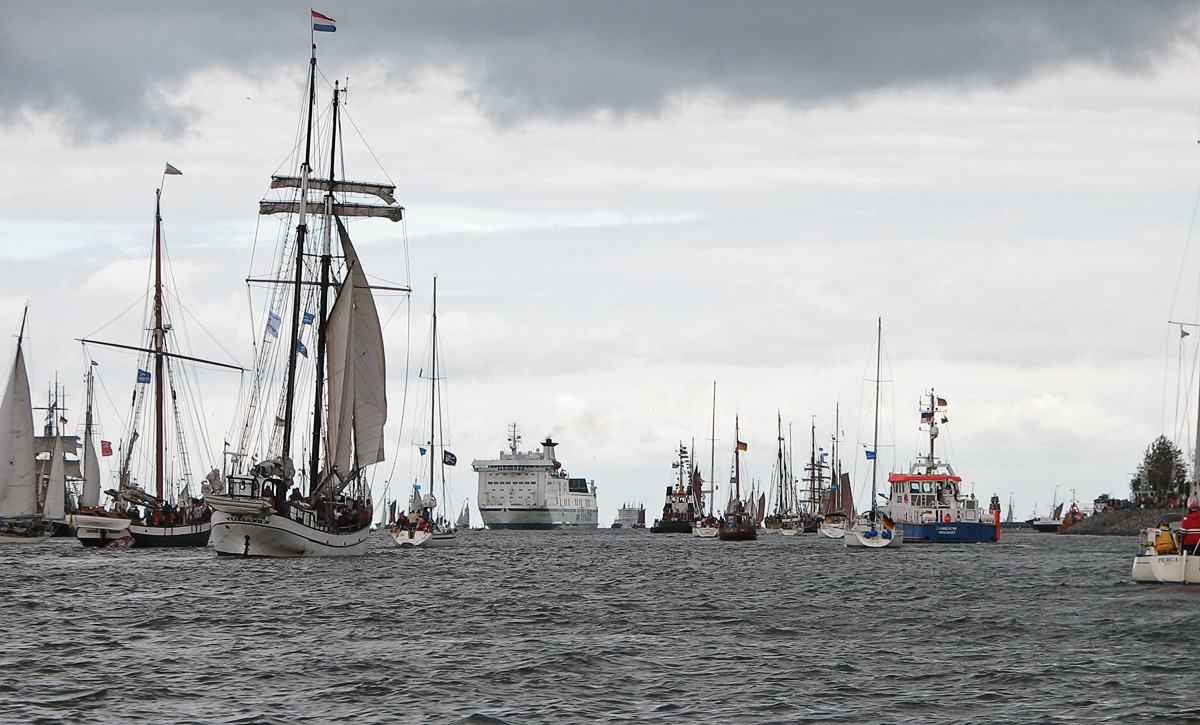
Hanse Sail 2005
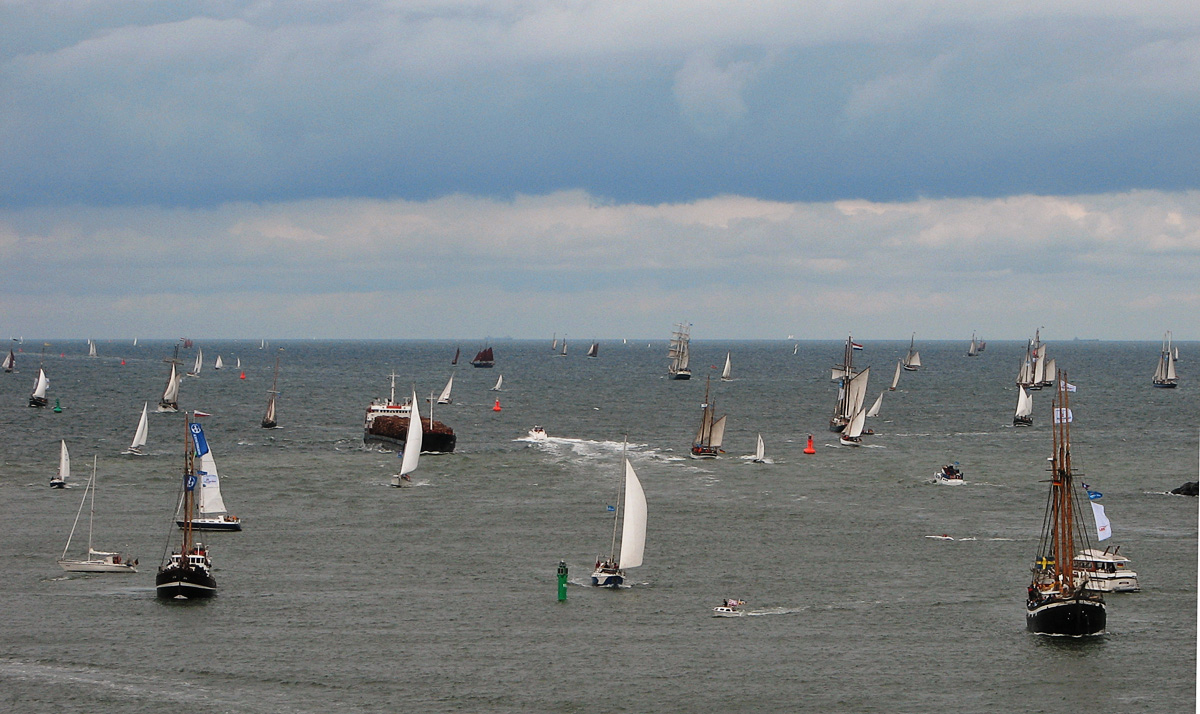
Hanse Sail 2005